# Cerro Chapi Kkollu
Cerro Chapi Kkollu är ett berg i Bolivia.   Det ligger i departementet Potosí, i den sydvästra delen av landet, 300 km väster om huvudstaden Sucre. Toppen på Cerro Chapi Kkollu är 3 906 meter över havet, eller 120 meter över den omgivande terrängen. Bredden vid basen är 1,9 km.
Terrängen runt Cerro Chapi Kkollu är varierad. Trakten runt Cerro Chapi Kkollu är nära nog obefolkad, med mindre än två invånare per kvadratkilometer.. 
Trakten runt Cerro Chapi Kkollu är ofruktbar med lite eller ingen växtlighet.